# Regionalliga (basquete) de 2019-20
A Temporada 2019-20 da Regionalliga foi a competição de quarto escalão do basquetebol masculino da Alemanha segundo sua piramide estrutural credenciando pelo menos quatro equipes a disputar a 2.Bundesliga ProB (terceiro nível), ao mesmo tempo que reserva pelo menos quatro vagas na divisão inferior (2.Regionalliga). É organizada pela Deutscher Basketball Bund com auxílio de federações regionais sob as normas da FIBA.

## Formato
A competição é disputada por 53 equipes divididas em quatro torneios distintos de temporada regular onde as equipes se enfrentam em jogos como mandante e visitante, estes quatro grupos são regionais (Norte, Sudeste, Sudoeste e Oeste) cabendo ao campeão de cada um a ascensão a próxima divisão.

## Temporada Regular

### Tabela de Classificação

#### Regionalliga Nord
| Pos. | Clube                             | J  | V  | D  | Pts. | PF/PC     |
| ---- | --------------------------------- | -- | -- | -- | ---- | --------- |
| 1    | Eimsbütteler Turnverband          | 20 | 19 | 1  | 38   | 1757:1465 |
| 2    | SBB Baskets Wolmirstedt           | 20 | 17 | 3  | 34   | 1689:1397 |
| 3    | ASC 46 Göttingen                  | 21 | 15 | 6  | 30   | 1664:1475 |
| 4    | Aschersleben Tigers               | 20 | 14 | 6  | 28   | 1616:1474 |
| 5    | MTB Baskets Hannover              | 20 | 14 | 6  | 28   | 1623:1436 |
| 6    | TSV Neustadt temps Shooters       | 20 | 11 | 9  | 22   | 1663:1632 |
| 7    | WSG Königs Wusterhausen           | 21 | 10 | 11 | 20   | 1635:1597 |
| 8    | VfL Stade                         | 20 | 9  | 11 | 18   | 1470:1569 |
| 9    | SC Rasta Vechta II                | 20 | 7  | 13 | 14   | 1563:1606 |
| 10   | TuS Red Devils Bramsche           | 21 | 6  | 15 | 12   | 1580:1759 |
| 11   | TSG Bergedorf                     | 20 | 5  | 15 | 10   | 1497:1600 |
| 12   | BBC Rendsburg Twisters            | 21 | 5  | 16 | 10   | 1522:1782 |
| 13   | Weser Baskets Bremen/BTS Neustadt | 20 | 0  | 20 | 0    | 1424:1911 |

| Aumento | Promovido para a 2.Bundesliga ProB na próxima temporada |
| Baixa   | Efetivamente rebaixado para a 2.Regionalliga            |
|         | Com pontuação para rebaixar à 2.Regionalliga            |
|         | Campeão                                                 |

### Regionalliga Sudöst
| Pos. | Clube                       | J  | V  | D  | Pts. | PF/PC     |
| ---- | --------------------------- | -- | -- | -- | ---- | --------- |
| 1    | hapa Ansbach                | 22 | 18 | 4  | 36   | 2024:1825 |
| 2    | TSV Tröster Breitengüßbach  | 22 | 16 | 6  | 32   | 1867:1643 |
| 3    | FC Bayern München III       | 22 | 13 | 9  | 26   | 1672:1594 |
| 4    | MTSV Schwabing Basketball   | 22 | 13 | 9  | 26   | 1815:1731 |
| 5    | TTL Basketball Bamberg      | 22 | 13 | 9  | 25   | 1679:1623 |
| 6    | Science City Jena 2         | 22 | 12 | 10 | 24   | 1801:1751 |
| 7    | Baskets Vilsbiburg          | 22 | 11 | 11 | 22   | 1926:1922 |
| 8    | BG Leitershofen/Stadtbergen | 22 | 11 | 11 | 22   | 1760:1788 |
| 9    | VfL Treuchtlingen           | 22 | 10 | 12 | 20   | 1850:1925 |
| 10   | Longhorns Herzogenaurach    | 22 | 10 | 12 | 20   | 1724:1783 |
| 11   | Regnitztal Baskets          | 22 | 9  | 13 | 18   | 1674:1754 |
| 12   | TuS Bad Aibling             | 22 | 7  | 15 | 14   | 1675:1767 |
| 13   | SB DJK Rosenheim            | 22 | 6  | 16 | 12   | 1629:1798 |
| 14   | BC Hellenen München         | 22 | 5  | 17 | 10   | 1555:1747 |

| Aumento | Promovido para a 2.Bundesliga ProB na próxima temporada |
| Baixa   | Efetivamente rebaixado para a 2.Regionalliga            |
|         | Com pontuação para rebaixar à 2.Regionalliga            |
|         | Campeão                                                 |

### Regionalliga Sudwest
| Pos. | Clube                      | J  | V  | D  | Pts. | PF/PC     |
| ---- | -------------------------- | -- | -- | -- | ---- | --------- |
| 1    | Arvato College Wizards     | 23 | 22 | 1  | 44   | 2130:1610 |
| 2    | Conlog Baskets Koblenz     | 23 | 17 | 6  | 34   | 2047:1629 |
| 3    | TV 1862 Langen             | 23 | 13 | 10 | 26   | 1797:1829 |
| 4    | TV Idstein                 | 23 | 12 | 11 | 24   | 1809:1769 |
| 5    | HAKRO Merlins Crailsheim 2 | 23 | 12 | 11 | 24   | 1825:1850 |
| 6    | SV 03 Tigers Tübingen      | 23 | 11 | 12 | 22   | 1821:1808 |
| 7    | MTV Stuttgart              | 23 | 10 | 13 | 20   | 1641:1800 |
| 8    | Sunkings Saarlouis         | 23 | 10 | 13 | 20   | 1719:1809 |
| 9    | BBU 01 Ulm                 | 23 | 10 | 13 | 20   | 1753:1855 |
| 10   | SV Fellbach                | 23 | 10 | 13 | 20   | 1659:1777 |
| 11   | Gießen Pointers Basketball | 23 | 10 | 13 | 20   | 1834:1876 |
| 12   | 1. FC Kaiserslautern       | 23 | 9  | 14 | 18   | 1864:1959 |
| 13   | MTV Kronberg               | 23 | 8  | 15 | 16   | 1857:1956 |
| 14   | SG Mannheim                | 23 | 7  | 16 | 14   | 1633:1862 |

| Aumento | Promovido para a 2.Bundesliga ProB na próxima temporada |
| Baixa   | Efetivamente rebaixado para a 2.Regionalliga            |
|         | Com pontuação para rebaixar à 2.Regionalliga            |
|         | Campeão                                                 |

| Pos. | Clube                          | J  | V  | D  | Pts. | PF/PC     |
| ---- | ------------------------------ | -- | -- | -- | ---- | --------- |
| 1    | RheinStars Köln                | 25 | 23 | 2  | 46   | 2154:1734 |
| 2    | BBG Herford                    | 25 | 18 | 7  | 36   | 2287:2070 |
| 3    | Dragons Rhöndorf               | 25 | 17 | 8  | 34   | 2372:2139 |
| 4    | bringiton Ballers Ibbenbüren   | 25 | 16 | 9  | 32   | 1978:1821 |
| 5    | Deutzer TV                     | 25 | 14 | 11 | 28   | 1964:1861 |
| 6    | BG Hagen                       | 25 | 14 | 11 | 28   | 2102:2077 |
| 7    | TSV Bayern 04 Leverkusen II    | 25 | 14 | 11 | 28   | 1867:1880 |
| 8    | Citybasket Recklinghausen      | 25 | 14 | 11 | 28   | 1972:2034 |
| 9    | Hertener Löwen                 | 25 | 13 | 12 | 26   | 2062:1977 |
| 10   | BSV Münsterland Baskets Wulfen | 25 | 10 | 15 | 20   | 1959:2052 |
| 11   | NEW Elephants Grevenbroich     | 25 | 9  | 16 | 18   | 2023:2113 |
| 12   | BG Dorsten                     | 25 | 9  | 16 | 18   | 1952:2089 |
| 13   | SV Haspe 70                    | 25 | 3  | 22 | 6    | 1829:2209 |
| 14   | ETB Wohnbau Miners             | 25 | 1  | 24 | 2    | 1827:2292 |

| Aumento | Promovido para a 2.Bundesliga ProB na próxima temporada |
| Baixa   | Efetivamente rebaixado para a 2.Regionalliga            |
|         | Com pontuação para rebaixar à 2.Regionalliga            |
|         | Campeão                                                 |